# Ausrottung

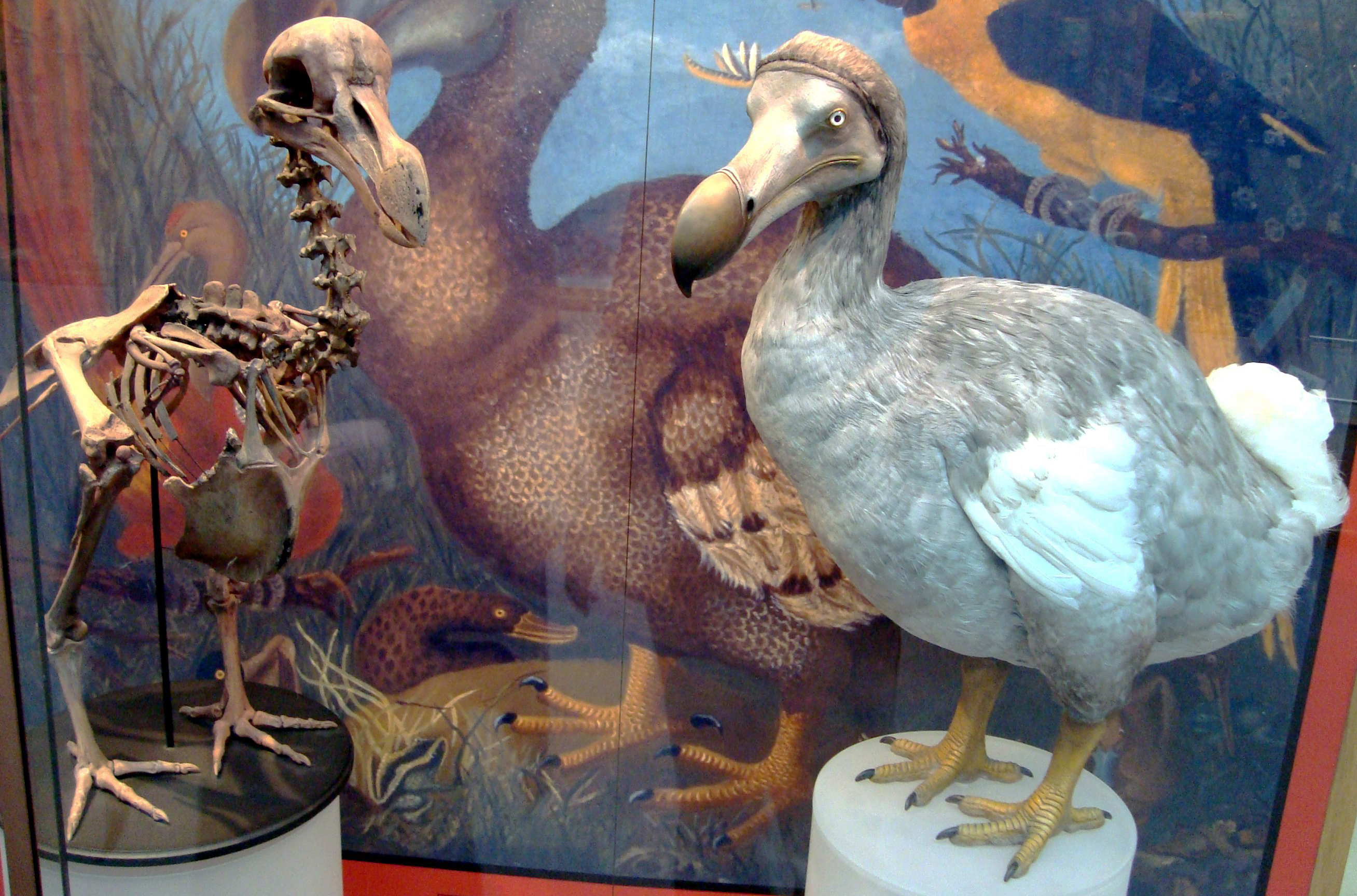
Modell eines Dodos im Oxford University Museum of Natural History. Die Art wurde 1681 auf Mauritius ausgerottet.

Dieser Eintrag befasst sich mit der vom Menschen gewollt oder ungewollt vollzogenen Ausrottung von Lebewesen sowie der gezielten Ausrottung von Krankheitserregern.
Zum Versuch Menschengruppen aufgrund von ihrer ethnischen oder religiöser Zugehörigkeit auszurotten siehe Genozid.

## Definition
Unter Ausrottung versteht man in der Ökologie das Verschwinden von biologischen Arten durch direkten oder indirekten Einfluss des Menschen. Direkter Einfluss sind beispielsweise die Vernichtung des Lebensraumes, Jagd und Überfischung oder die Bekämpfung bestimmter Spezies als Schädlinge oder als Krankheitsüberträger geltender Arten. Indirekter Einfluss beispielsweise die Zerstörung von natürlichen Lebensräumen sein kann und vom Menschen verursachte Vegetationsänderung, z. W. beispielsweise Abholzung  oder die Trockenlegung von Feuchtgebieten.
Von Ausrottung zu unterscheiden ist das Aussterben, das die Duden-Redaktion als „sich nicht fortpflanzen; zu bestehen aufhören“ definiert.
Abgeleitet vom englischen Wort eradication wird gelegentlich auch im Deutschen die Bezeichnung Eradikation für das gezielte Ausrotten von Krankheitserregern aus der menschlichen Population benutzt (zum Beispiel Polio-Eradikation).

## Einige Beispiele für vom Menschen ausgerottete Tierarten

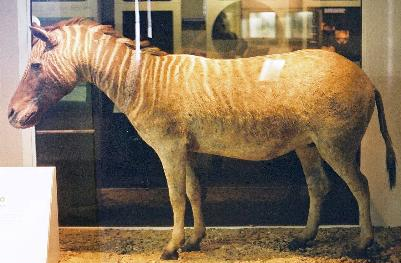
Präpariertes Quagga im Natural History Museum, London

### Säugetiere
- Auerochse (1687)[2]
- Blaubock (1799)[2]
- Beutelwolf (1936)[5]
- Chinesischer Flussdelfin (um 2000?)[5]

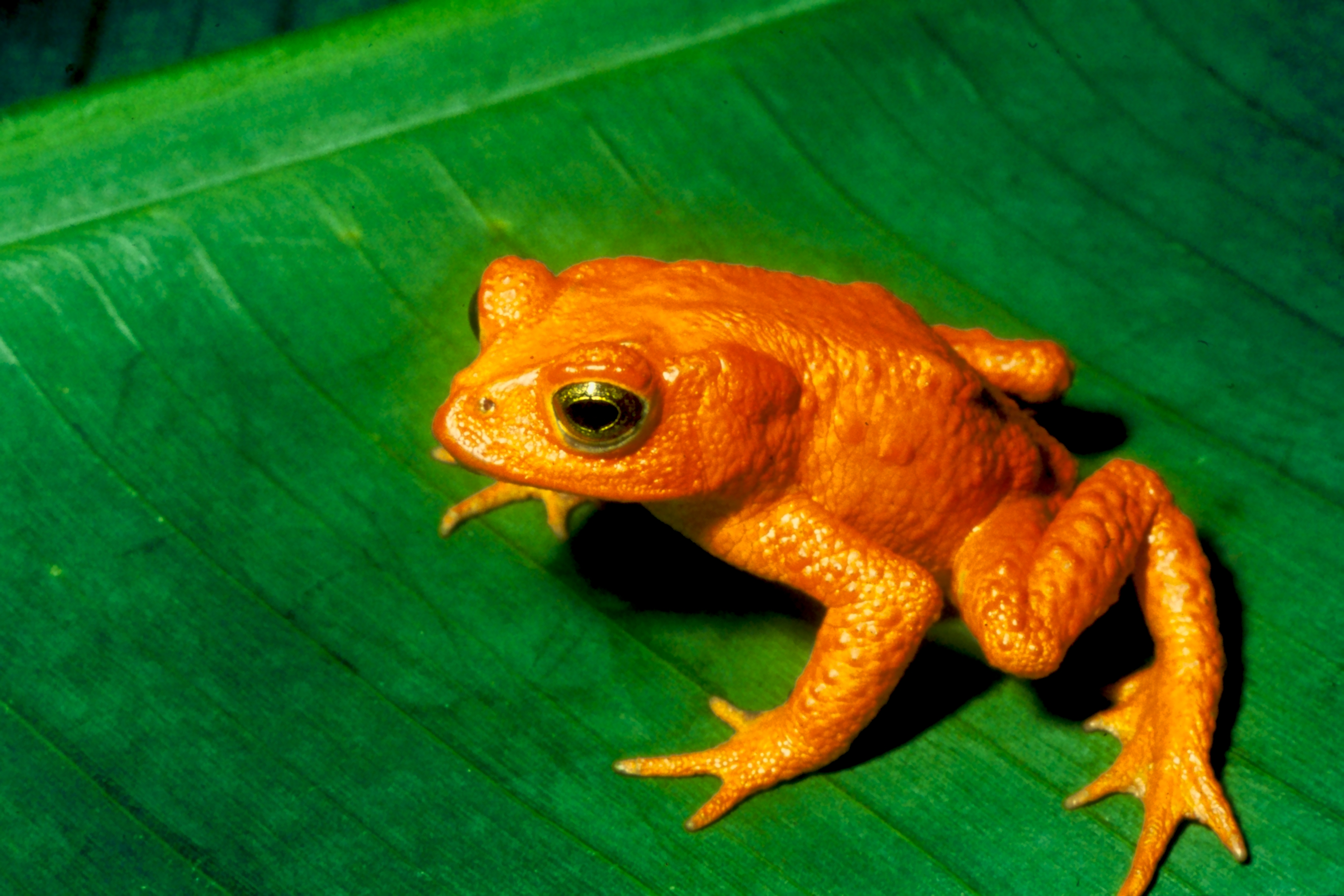
Die Goldkröte, auch Orangenkröte genannt, wurde zuletzt am 15. Mai 1989 aufgenommen.

- Falklandfuchs (1876)[6]
- Quagga (1883)[5]
- Östliches Hasenkänguru[7]
- Stellers Seekuh (1768)[2][5]
- Tarpan (1918)[2]

### Vögel
Die Ausrottung flugunfähiger Inselvögel betrifft etwa drei Viertel aller flugunfähigen Rallen.
- Dodo (1681)[1]
- Moas, 14. Jahrhundert
- Riesenalk (1852)[5][8]
- Weißwangen-Kleidervogel[5]

### Weitere Tierarten
- Galapagos-Riesenschildkröte der Unterart „Pinta“ (2012, siehe auch Lonesome George)
- Goldkröte (1989)[5]
- Lake-Pedder-Regenwurm (1972)[9]
- Tobias-Köcherfliege[10]

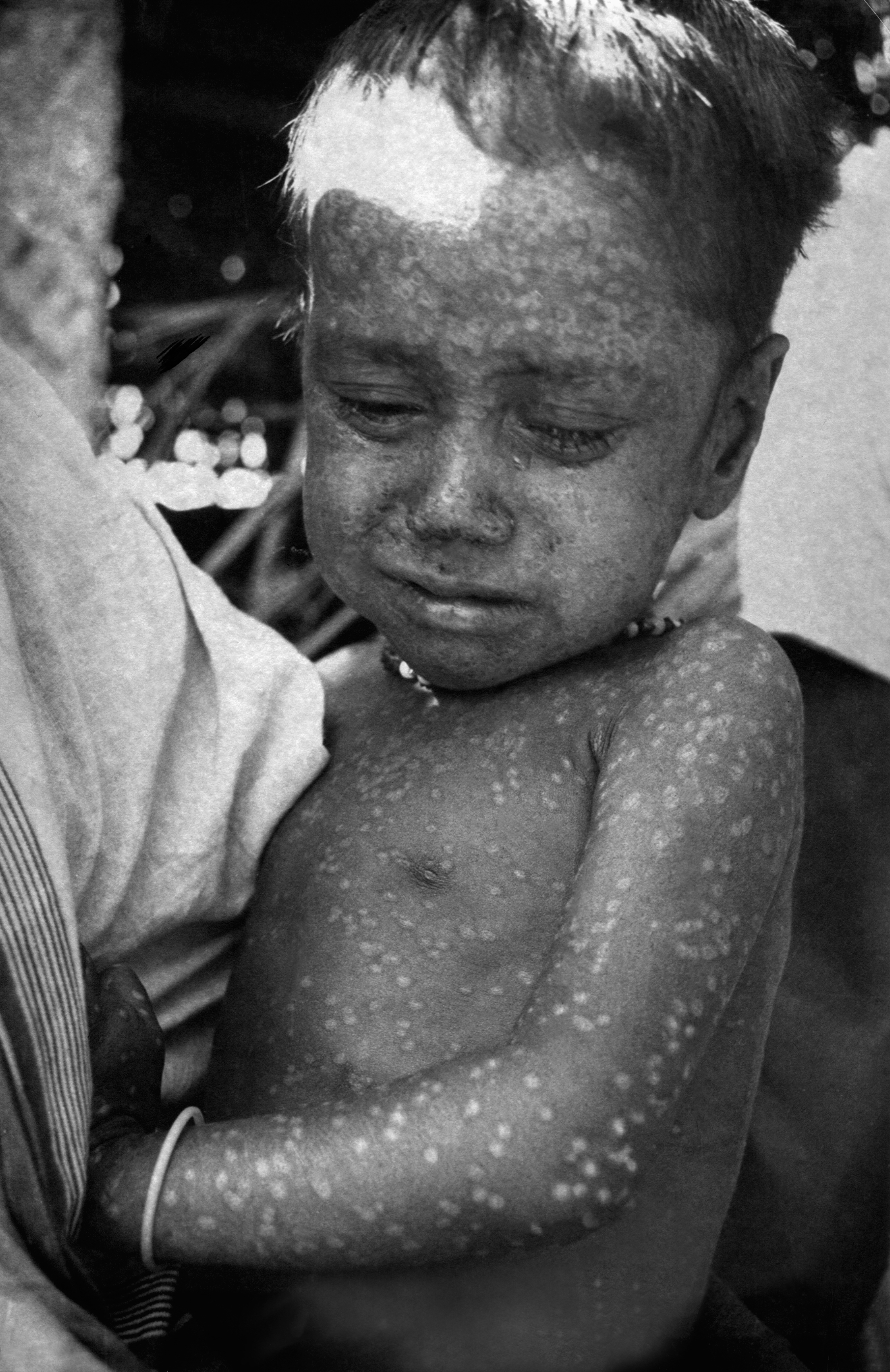
Die dreijährige Rahima Banu aus Bangladesch wird offiziell als letzter Mensch mit einer Pockenerkrankung (1975) verzeichnet. Sie überlebte die Infektion.

Bei Pflanzen ist einer Ausrottung schwieriger  nachzuweisen, auch weil manche Arten als Samen, Früchte oder in Form vegetativer Ausbreitungseinheiten im Boden überleben können. Bei einem Teil unserer Kulturpflanzen jedoch sind keine wildlebenden Vorfahren mehr bekannt.

## Ausrottung von Krankheitserregern
Während die Ausrottung von Tieren und Pflanzen in der Regel als negativ und Verlust an Biodiversität wahrgenommen wird, bemüht der Mensch sich aktiv, um die Ausrottung bestimmter Infektionskrankheiten.
Auf diesem Gebiet wird die Ausrottung des Erregers von Pocken (Orthopoxvirus) als bislang größter Erfolg gefeiert. Ebenfalls bedeutend ist die Ausrottung des Rinderpestvirus (2010), durch den die Rinderpest übertragen wurde.